# Deltahoogte

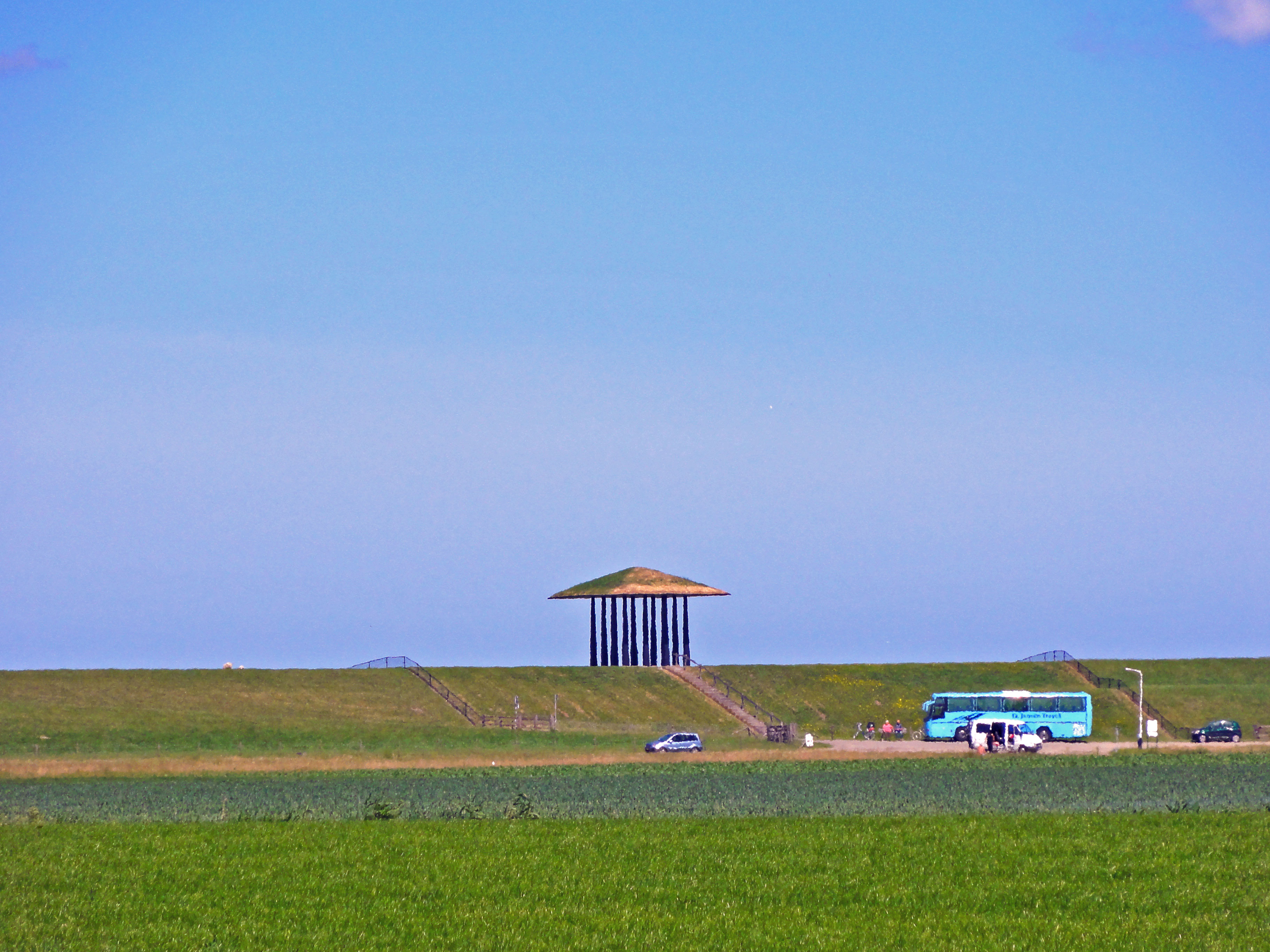
Monument uit 1993 ter herinnering aan het op deltahoogte brengen van de Friese zeedijken

De deltahoogte van een waterkering is de vereiste hoogte zoals vastgesteld op grond van de Deltawet die van kracht was tussen 1957 en 2005. In 2005 is de Deltawet opgegaan in de Wet op de waterkering, waarbij nieuwe vereiste dijkhoogtes zijn vastgesteld, die niet meer worden aangeduid als deltahoogte. De Deltawet en zijn opvolger stellen dezelfde eis, namelijk dat de zeewering voldoende hoog en stevig is om tegen een bepaalde zeldzaam zware stormvloed bestand te zijn. De zeldzaamheid (normfrequentie) is op grond van kosten-baten overwegingen vastgesteld op eens per 10.000 jaar voor Noord- en Zuid-Holland, eens per 4000 jaar voor Zeeland, Texel, Friesland en Groningen, en eens per 2000 jaar voor de Friese Waddeneilanden.

In 2017 is overgestapt op de overstromingsrisicobenadering; dit is vastgelegd in de opvolger van de Wet op de waterkering: de waterwet.

## Zeekering
De wet laat het aan deskundigen over om de vereiste dijkhoogte volgens de heersende inzichten vast te stellen. Aan de hand van een waterbouwkundig rekenmodel bepalen zij bij iedere dijk de hoogwaterstand en de golfoploop bij een extreme stormvloed. De berekende extreme hoogwaterstand voor Hoek van Holland is bijvoorbeeld 5,0 meter boven Normaal Amsterdams Peil (NAP). Dit is het zogenaamde ontwerppeil voor de zeedijk; elders langs de kust is dit een paar decimeter hoger of lager. De precieze waarde wordt bepaald aan de hand van een overschrijdingslijn voor de waterstanden De golfoploop is de maximale hoogte van golven die tegen de dijk oplopen tijdens de stormvloed. Veelgebruikt is de 2%-golfoploop, die door slechts 2% van de golven wordt overschreden. De berekende golfoploop voor een dijk aan de Noordzeekust is bij benadering 7 meter. Dit hangt niet alleen van de golfhoogte af, maar ook van de dijkhelling. De dijk moet minstens zo hoog zijn als de som van de hoogwaterstand en de golfoploop (de waakhoogte). De deltahoogte van de Nederlandse Noordzeedijken is daarom ongeveer 12 meter boven NAP.
De deltahoogte van de Waddendijken (7,5 meter aan de oostzijde van Texel) en de Afsluitdijk (10 m) is veel lager omdat de golfoploop lager is. De hoge golven van de open zee worden gebroken door de eilanden en ondiepten van de Waddenzee.
Bij de Watersnood van 1953 zijn veel doorbraken ontstaan doordat overslaand water een relatief steil binnentalud wegspoelde. Sindsdien moeten de dijken overslagbestendig gemaakt zijn voor de te verwachten hoeveelheid overslaand water, het overslagdebiet. Vaak is het binnentalud verbreed, zodat de helling flauwer is.

## Rivierdijken
De deltahoogte van een rivierdijk is de vereiste dijkhoogte die vastgesteld werd in de periode van de Deltawet grote rivieren die van kracht was tussen 1995 en 2005. Deze wet werd ingevoerd naar aanleiding van de overstroming van de Maas in 1993 en de gevaarlijk hoge waterstanden in het gehele rivierengebied in 1995, die de  evacuatie van enkele honderdduizenden mensen noodzakelijk maakten. Ook deze wet is opgegaan in de Wet op de waterkering. De oude wet en zijn opvolger schrijven beide voor dat de dijken en kades van de grote rivieren (Rijn, Waal, Maas en IJssel) zo hoog dienen te zijn dat de overstromingskans kleiner is dan eenmaal per 1250 jaar.